# 重要有形民俗文化財
重要有形民俗文化財（じゅうようゆうけいみんぞくぶんかざい）は、日本の文化財保護法において、衣食住、生業、信仰、年中行事などに関する風俗慣習、民俗芸能、民俗技術などの無形の民俗文化財に用いられる衣服、器具、家屋その他の有形の民俗文化財のうち、特に重要なものとして国が指定したものである。

## 文化財保護法での位置付けの経過等
1950年（昭和25年）に制定された文化財保護法では、有形文化財のジャンルのひとつである民俗資料とされた。1954年（昭和29年）の改正にて、民俗資料を有形文化財から分離独立するとともに、民俗資料の概念が法令上定義付けされ、有形の民俗資料のうち特に重要なものは「重要民俗資料」として指定された。1975年（昭和50年）の改正で重要民俗資料は重要有形民俗文化財とされた。
2025年（令和7年）3月28日現在、228件が指定されている。

## 都道府県別指定状況

### 北海道、東北
北海道
- アイヌのまるきぶね（河沼用） 1隻（1957年6月3日指定 交通・運輸）北海道大学植物園、札幌市
- アイヌの生活用具コレクション 758点（1959年5月6日指定 衣食住）函館市北方民族資料館、函館市
- 留萌のニシン漁撈（旧佐賀家漁場）用具 3,745点（1995年12月26日指定 生産、生業）留萌市
- 北海道二風谷及び周辺地域のアイヌ生活用具コレクション 1,121点（2002年2月12日指定 衣食住）二風谷アイヌ文化博物館、沙流郡平取町

青森県
- 泊のまるきぶね 1隻（1963年5月15日指定 交通・運輸）青森県立郷土館、青森市
- 南部のさしこ仕事着コレクション 64点（1966年6月11日指定 衣食住）法人蔵、三沢市
- 円覚寺の奉納海上信仰資料 106点（1981年4月22日指定 信仰）円覚寺、西津軽郡深浦町
- 津軽・南部のさしこ着物 786点（1983年4月13日指定 衣食住）個人蔵
- 南部七戸見町観音堂庶民信仰資料 359点（1990年3月29日指定 信仰）上北郡七戸町
- 南部七戸小田子不動堂奉納絵馬 108点（1990年3月29日指定 信仰）上北郡七戸町
- 八戸及び周辺地域の漁撈用具と浜小屋 1,383点、1棟（1993年4月15日指定 生産、生業）八戸市博物館、八戸市
- 津軽海峡及び周辺地域のムダマハギ型漁船コレクション 67隻（1997年12月15日指定 交通・運輸）みちのく北方漁船博物館、青森市

岩手県
- 大船渡のまるた（1958年4月18日指定 交通・運輸）大船渡市
- 沢内のまるきぶね（1964年5月29日指定 交通・運輸）和賀郡西和賀町
- マタギの狩猟用具（1978年8月5日指定 生産、生業）碧祥寺、和賀郡西和賀町
- 南部杜氏の酒造用具（1982年4月21日指定 生産、生業）花巻市
- 沢内及び周辺地域の積雪期用具（1986年3月31日指定 衣食住）碧祥寺、和賀郡西和賀町
- 浄法寺の漆掻きと浄法寺塗の用具及び製品（1987年3月3日指定 生産、生業）二戸市
- 黒石の十三塚（1993年12月13日指定 信仰）奥州市
- 北上山地川井村の山村生産用具コレクション（2003年2月20日指定 生産、生業）宮古市
- 陸前高田の漁撈用具 3,028点（2023年3月22日指定 生産、生業）陸前高田市立博物館、陸前高田市

宮城県
- 福應寺毘沙門堂奉納養蚕信仰絵馬 23,477点（2012年3月8日指定 信仰）福應寺、角田市

秋田県
- 八郎潟漁撈用具（1960年6月9日指定 生産、生業）
- 大沼の箱形くりぶね（きっつ）（1964年5月29日指定 交通・運輸）
- 田沢湖のまるきぶね（1964年5月29日指定 交通・運輸）
- 男鹿のまるきぶね（1965年6月9日指定 交通・運輸）
- 作業用覆面コレクション（1966年6月11日指定 衣食住）
- 阿仁マタギの狩猟用具 293点（2013年3月12日指定 生産、生業）マタギの里観光開発株式会社ほか、北秋田市ほか

山形県
- 庄内ばんどりコレクション（1963年5月15日指定 交通・運輸）
- 庄内の木製酒器コレクション（1964年5月29日指定 衣食住）
- 庄内の仕事着コレクション（1966年6月11日指定 衣食住）
- 大宝寺焼コレクション（1971年12月15日指定 衣食住）
- 庄内および周辺地のくりものコレクション 附 工具（1972年8月3日指定 衣食住）
- 庄内浜及び飛島の漁撈用具（1976年8月23日指定 生産、生業）
- 最上川水系の漁撈用具（1982年4月21日指定 生産、生業）
- 岩谷十八夜観音庶民信仰資料（1984年5月22日指定 信仰）
- 庄内の米作り用具（1990年3月29日指定 生産、生業）
- 置賜の登拝習俗用具及び行屋（1997年12月5日指定 信仰）

福島県

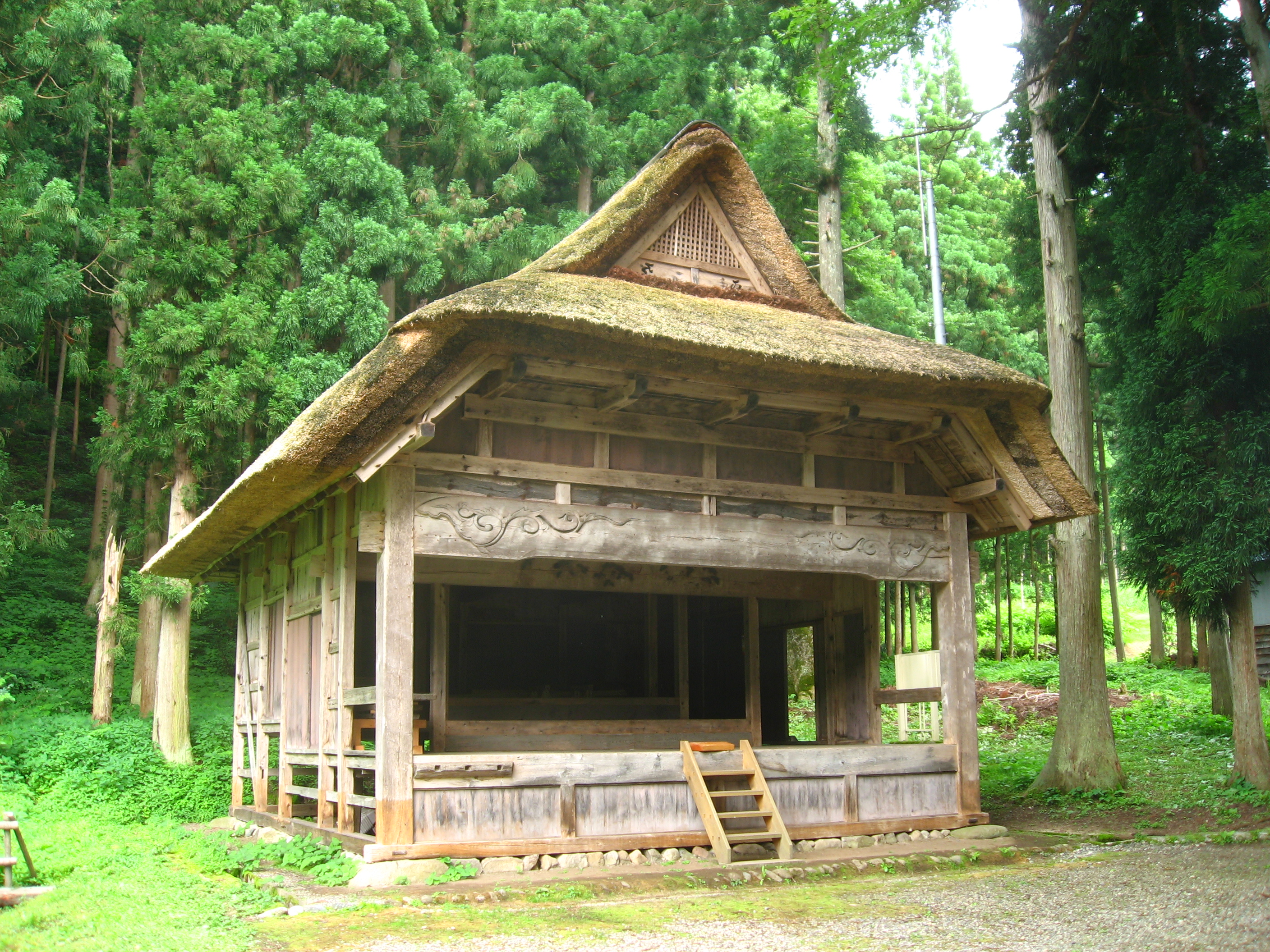
大桃の舞台（福島県）

- 大桃の舞台（1976年8月23日指定 民俗芸能）
- 桧枝岐の舞台（1976年8月23日指定 民俗芸能）
- 会津の製蝋用具及び蝋釜屋（1979年5月21日指定 生産、生業）
- 八葉寺奉納小型納骨塔婆及び納骨器（1981年4月22日指定 信仰）
- 奥会津の山村生産用具及び民家（馬宿）（1982年4月21日指定 生産、生業）
- 会津只見の生産用具と仕事着コレクション（2003年2月20日指定 生産、生業）
- 会津のからむし生産用具及び製品 384点（2011年3月9日指定 生産、生業）からむし工芸博物館、昭和村
- 伊達の蚕種製造及び養蚕・製糸関連用具 1,344点（2019年3月28日指定　生産、生業）伊達市保原歴史文化資料館・泉原養蚕用具整理室、伊達市

### 関東
茨城県

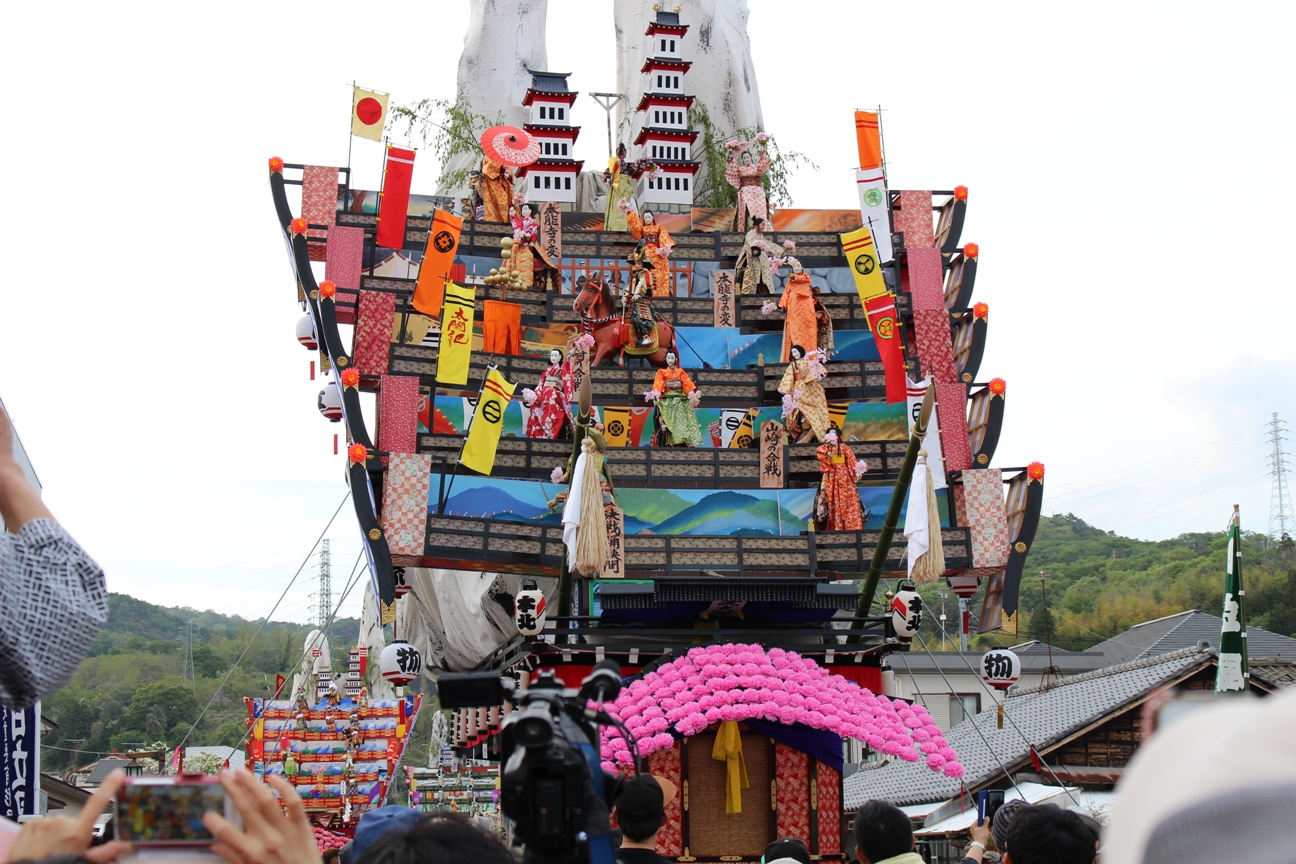
日立風流物北町山車（茨城県）

- 日立風流物（1959年5月6日指定 信仰）

栃木県
- 野州麻の生産用具（2008年3月13日指定 生産、生業）
- 佐野の天明鋳物生産用具及び製品（2024年3月21日指定 生産、生業）佐野市郷土博物館、佐野市

群馬県
- 上三原田の歌舞伎舞台（1960年6月9日指定 民俗芸能）
- 上州の小正月ツクリモノ（1994年12月13日指定 年中行事）
- 上州藤原（旧雲越家）の生活用具及び民家（1997年12月15日指定 衣食住）

埼玉県

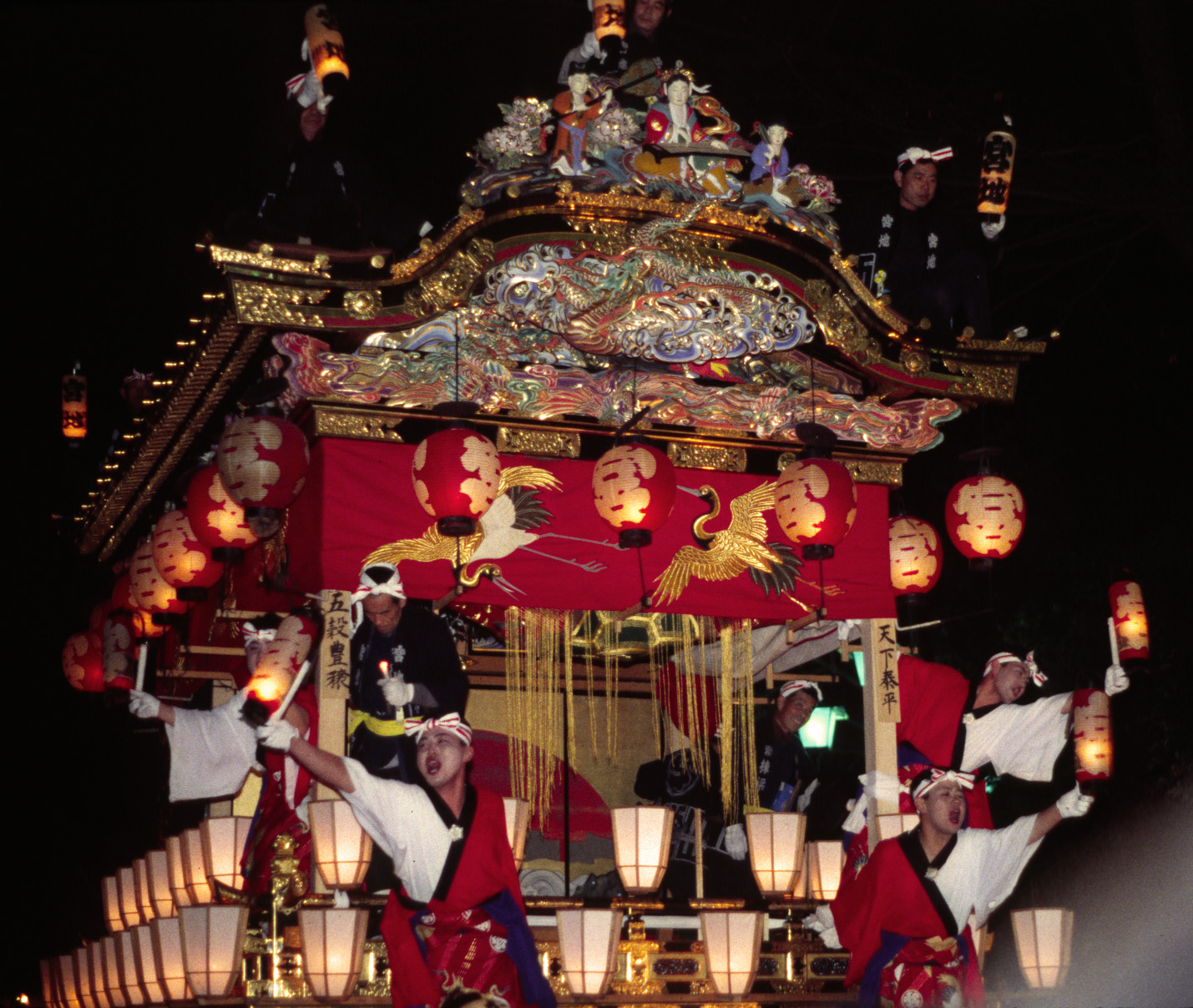
秩父祭屋台（埼玉県）

- 秩父祭屋台 6基（1962年5月23日指定 信仰）
  - 宮地屋台、上町屋台、本町屋台、中町屋台、下郷笠鉾、中近笠鉾
- 秩父の山村生産用具（1967年6月17日指定 生産、生業）
- 荒川水系の漁撈用具（1971年12月15日指定 生産、生業）
- 東秩父及び周辺地域の手漉和紙の製作用具及び製品（1975年9月3日指定 生産、生業）
- 木曽呂の富士塚（1980年4月24日指定 信仰）
- 北武蔵の農具（1983年4月13日指定 生産、生業）
- 行田の足袋製造用具及び関係資料 5,484点（2020年3月16日指定 生産、生業）行田市郷土博物館、行田市
- 志木の田子山富士塚 1基（2020年3月16日指定 信仰）宗教法人敷島神社、志木市
- 上尾の摘田・畑作用具 750点（2021年3月11日指定 生産、生業） 上尾市文化財資料室、上尾市

千葉県
- 上総掘りの用具（1960年6月9日指定 生産、生業）
- 房総半島の漁撈用具（1987年3月3日指定 生産、生業）

東京都
- 山袴コレクション 附 引解 雛形 モモヒキ 下穿 上衣 改良仕事服（1955年2月3日指定 衣食住）
- 小河内の山村生活用具（1964年5月29日指定 生産、生業）
- 下谷坂本の富士塚（1979年5月21日指定 信仰）
- 江古田の富士塚（1979年5月21日指定 信仰）
- 豊島長崎の富士塚（1979年5月21日指定 信仰）
- 羽村の民家（旧下田家）とその生活用具（1984年5月22日指定 衣食住）
- 大森及び周辺地域の海苔生産用具（1993年12月13日指定 生産、生業）
- 渡辺学園裁縫雛型コレクション（2000年12月27日指定 民俗知識）
- 清瀬のうちおり 469点（2017年3月3日指定 衣食住）清瀬市郷土博物館、清瀬市

神奈川県
- 三浦半島の漁撈用具（1974年2月18日指定 生産、生業）
- 旧船越の舞台（1976年8月23日指定 民俗芸能）

### 中部
新潟県
- どぶね（はなきり）附 櫓 櫂 あかとり（1955年4月22日指定 交通・運輸）
- 金刀比羅神社奉納模型和船（1965年6月9日指定 信仰）
- 荒川神社奉納模型和船および船絵馬（1970年7月30日指定 信仰）
- 白山媛神社奉納船絵馬（1970年7月30日指定 信仰）
- 船大工用具及び磯舟 附 山出し用具 模型和船 船形絵馬（1974年2月18日指定 生産、生業）
- 東北日本の積雪期用具 附 改良形用具（1974年2月18日指定 衣食住）
- 奉納越後上布幟（1974年2月18日指定 信仰）
- 南佐渡の漁撈用具（1974年11月19日指定 生産、生業）
- 佐渡海府の紡織用具及び製品（1976年8月23日指定 生産、生業）
- 秋山郷及び周辺地域の山村生産用具（1976年8月23日指定 生産、生業）
- 北佐渡（海府・両津湾・加茂湖）の漁撈用具（1984年5月22日指定 生産、生業）
- 越後縮の紡織用具及び関連資料（1986年3月31日指定 衣食住）
- 能生白山神社の海上信仰資料（1987年3月3日指定 信仰）
- 十日町の積雪期用具（1991年4月19日指定 衣食住）
- 越後姫川谷のボッカ運搬用具コレクション（2004年2月6日指定 交通・運輸）
- 糸魚川木地屋の製作用具と製品コレクション 附木地屋関係文書（2006年3月15日指定 生産、生業）
- 越後奥三面の山村生産用具（2007年3月7日指定 生産、生業）

富山県
- 高岡御車山（1960年6月9日指定 信仰）
- 立山信仰用具 1,243点（1970年3月9日指定、2020年3月16日追加指定 信仰）富山県立山博物館、富山県
- 富山の売薬用具（1981年4月22日指定 交易）
- 砺波の生活・生産用具 6,900点（2017年3月3日指定 生産、生業）砺波民具展示室・となみ散居村ミュージアム民具室、砺波市

石川県
- 能登の揚浜製塩用具（1969年4月12日指定 生産、生業）
- 能登の漆掻きおよび加賀・能登の漆工用具（1970年7月30日指定 生産、生業）
- 金沢の金箔製作用具（1971年12月15日指定 生産、生業）
- 北陸地方の木地製作用具（1972年8月3日指定 生産、生業）
- 加賀の手漉和紙の製作用具及び民家（1974年2月18日指定 生産、生業）
- 加賀象嵌製作用具（1974年11月19日指定 生産、生業）
- 白山麓の山村生産用具及び民家（1977年6月14日指定 生産、生業）
- 輪島塗の製作用具及び製品（1977年6月14日指定 生産、生業）
- 白峰の出作り生活の用具（1978年8月5日指定 衣食住）
- 白峰の出作り民家（山の小屋）と生活用具（1978年8月5日指定 衣食住）
- 真成寺奉納産育信仰資料（1982年4月21日指定 信仰）
- 白山麓西谷の人生儀礼用具及び民家（1983年4月13日指定 人の一生）
- 白山麓の積雪期用具（1988年3月17日指定 衣食住）
- 能登内浦のドブネ（1998年12月16日指定 交通・運輸）

福井県
- 越前和紙の製作用具及び製品2,523 点（2014年3月10日指定 生産、生業）越前市、越前市

山梨県
- 甲州西山の焼畑農耕用具（1989年3月29日指定 生産、生業）
- 吉田口の富士山信仰用具 4,039点（2022年3月23日指定 信仰）ふじさんミュージアム、富士吉田市

長野県
- 七夕人形コレクション（1955年4月22日指定 年中行事）
- 農耕用具コレクション（1959年5月6日指定 生産、生業）
- 民間信仰資料コレクション（1959年5月6日指定 信仰）
- 染屋焼コレクション（1964年5月29日指定 衣食住）
- 下黒田の舞台（1974年11月19日指定 民俗芸能）
- 信濃及び周辺地域の灯火用具 附 版画等関係資料（1980年4月24日指定 衣食住）
- 木曽塗の製作用具及び製品（1991年4月19日指定 生産、生業）

岐阜県

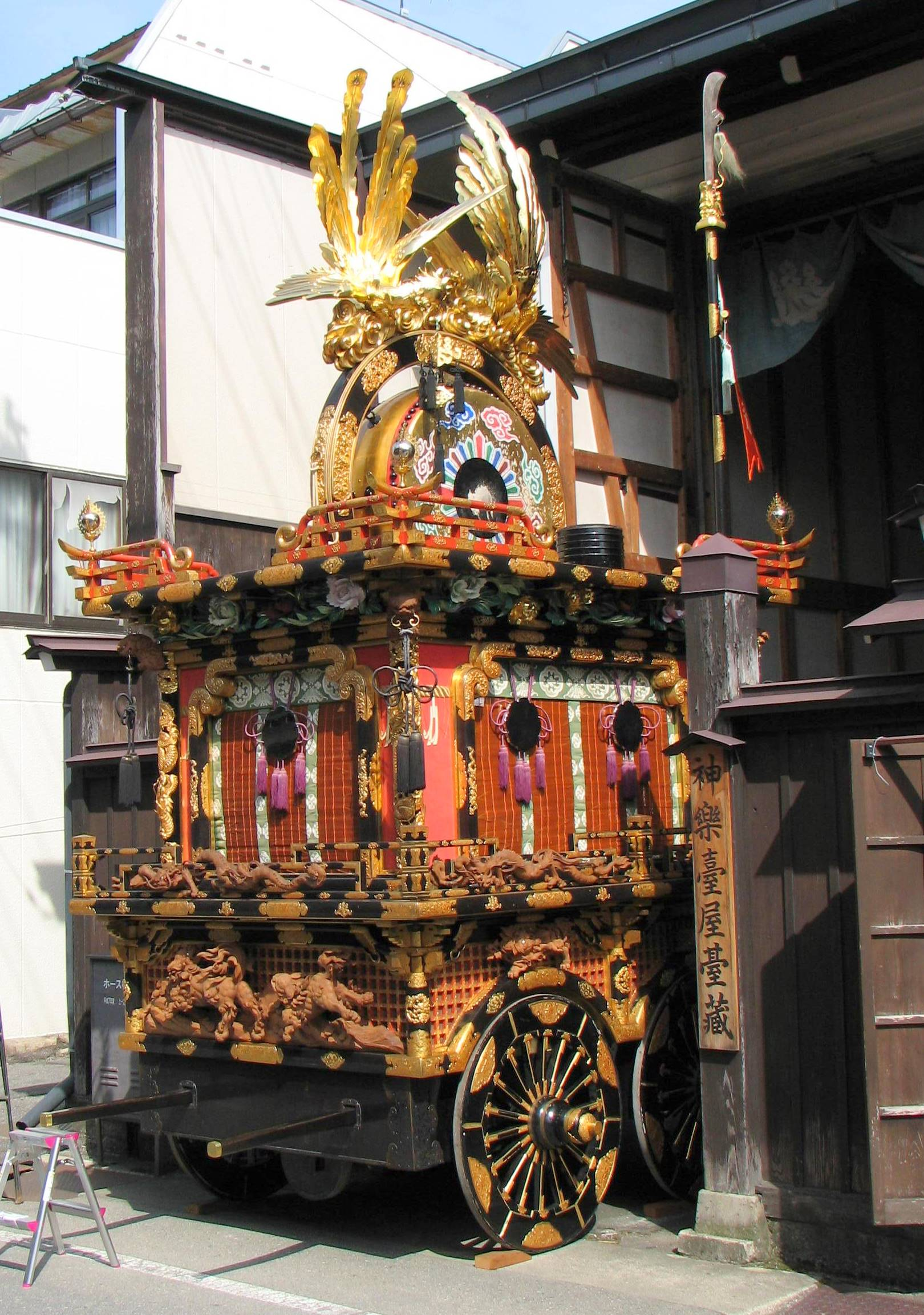
高山祭屋台（岐阜県）

- 長良川鵜飼用具（1955年4月22日指定 生産、生業）
- 高山祭屋台（1960年6月9日指定 信仰）
- 飛騨のそりコレクション（1960年6月9日指定 交通・運輸）
- 荘川の養蚕用具（1963年5月15日指定 生産、生業）
- 各務の舞台（1974年11月19日指定 民俗芸能）
- 真桑の人形舞台（1975年9月3日指定 民俗芸能）
- 飛騨の山村生産用具（1975年9月3日指定 生産、生業）
- 門和佐の舞台（1978年8月5日指定 民俗芸能）
- 明方の山村生産用具（1979年5月21日指定 生産、生業）
- 獅子頭コレクションと飛騨の獅子舞用具（1980年4月24日指定 民俗芸能）
- 飛騨の山樵及び木工用具（1981年4月22日指定 生産、生業）
- 宮川及び周辺地域の積雪期用具（1987年3月3日指定 衣食住）
- 徳山の山村生産用具（1987年3月3日指定 生産、生業）
- 奥美濃の人生儀礼用具（1995年12月26日指定 人の一生）

静岡県
- 山木遺跡の生産・生活用具（1966年6月11日指定 衣食住）
- 沼津内浦･静浦及び周辺地域の漁撈用具 2,539点（2010年3月11日指定 生産、生業）沼津市、沼津市

愛知県
- 津具の山樵用具および加工品[1]（1964年5月29日指定 生産、生業）
- 秉燭コレクション（1969年4月12日指定 衣食住）
- 知多半島の漁撈用具 附 漁撈関係帳面類（1972年8月3日指定 生産、生業）
- 瀬戸の陶磁器の生産用具及び製品（1974年2月18日指定 生産、生業）
- 常滑の陶器の生産用具・製品及び登窯[1]（1975年9月3日指定 生産、生業）
- 半田の酢醸造用具 323点（2016年（平成28年）3月2日指定[2] 生産、生業）半田市立博物館[2]、半田市

### 近畿
三重県
- 伊勢湾・志摩半島・熊野灘の漁撈用具（1985年4月19日指定 生産、生業）

滋賀県
- 近江甲賀の前挽鋸製造用具及び製品 1,274 点（2015年3月2日指定 生産、生業）甲南ふれあいの館、甲賀市

京都府

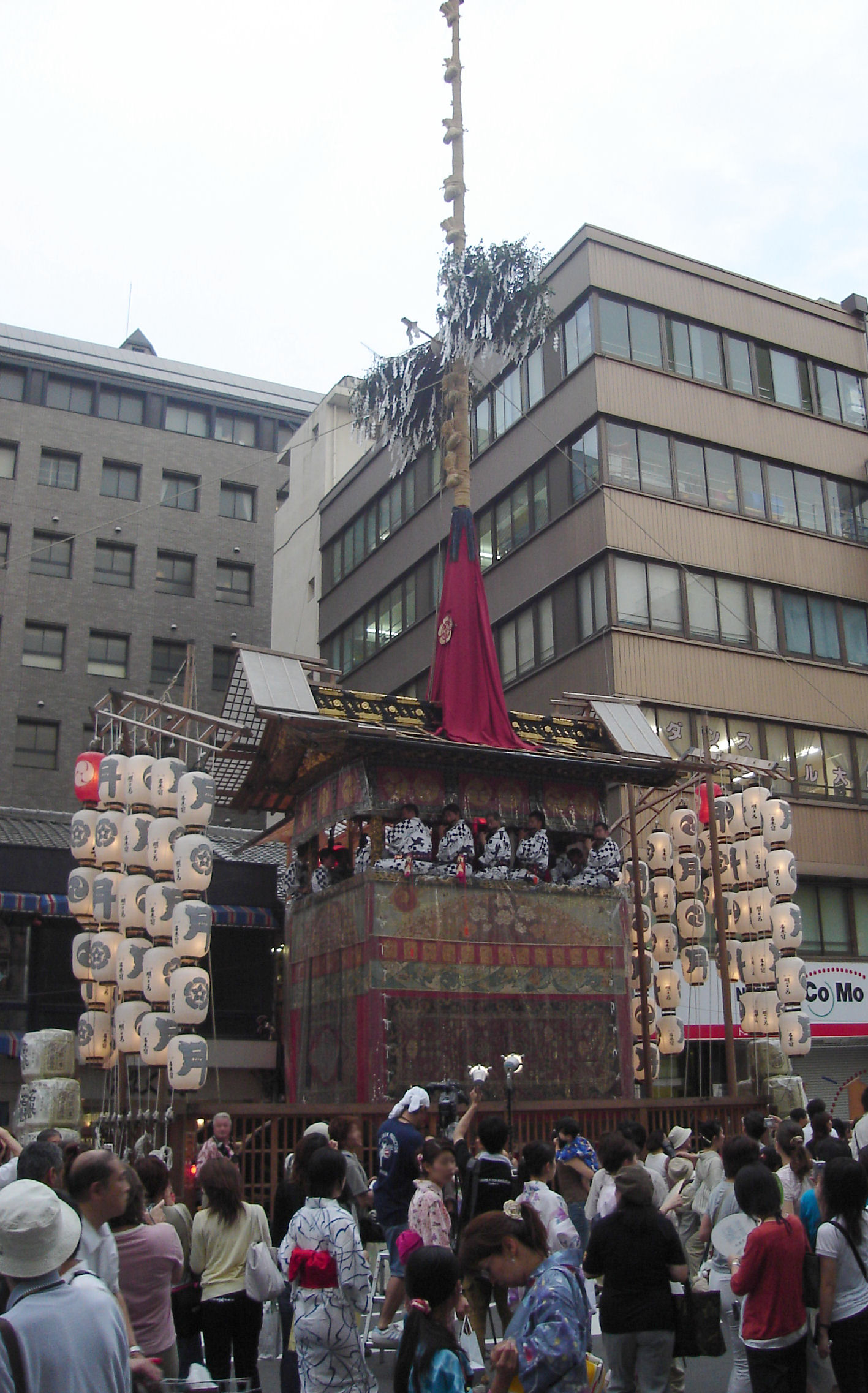
祇園祭山鉾〔月鉾〕（京都府）

- 丹波焼コレクション 150点（1959年5月6日指定 衣食住）綾部市
- 祇園祭山鉾 29基（1962年5月23日指定 信仰）長刀鉾保存会ほか、京都市
  - 鶏鉾、月鉾、船鉾、鯉山、菊水鉾、長刀鉾、函谷鉾、放下鉾、芦刈山、郭巨山、岩戸山、黒主山、山伏山、浄妙山、占出山、太子山、伯牙山、八幡山、保昌山、孟宗山、木賊山、鈴鹿山、橋弁慶山、北観音山、南観音山、白楽天山、役行者山、油天神山、霰天神山
- 六波羅蜜寺の庶民信仰資料 2,163点（1974年11月19日指定 信仰）六波羅蜜寺、京都市
- 三宅八幡神社奉納子育て祈願絵馬 124点（2009年3月11日指定 信仰）三宅八幡神社、京都市
- 丹後の紡織用具及び製品 732点（2010年3月11日指定 生産、生業）京都府、京都市

大阪府
- おしらさまコレクション（1955年2月3日指定 信仰）
- 背負運搬具コレクション（1955年2月3日指定 交通・運輸）
- 民家（白川の合掌造）（1959年5月6日指定 衣食住）

兵庫県
- 播磨総社「三ツ山」ひな型（1960年6月9日指定 信仰）
- 下谷上の舞台（1968年5月31日指定 民俗芸能）
- 葛畑の舞台（芝居堂）（1968年5月31日指定 民俗芸能）
- 赤穂の製塩用具（1969年4月12日指定 生産、生業）
- 灘の酒造用具（1971年12月15日指定 生産、生業）
- 上三河の舞台（1975年9月3日指定 民俗芸能）
- 金屋の十三塚（1986年3月31日指定 信仰）

奈良県・大阪府
- 生駒十三峠の十三塚（1986年3月31日指定 信仰）

奈良県
- 元興寺庶民信仰資料（1967年6月17日指定 信仰）
- 十津川郷の山村生産用具（1991年4月19日指定 生産、生業）
- 法華寺のカラブロ 附 明和三年銘棟札、井戸（2005年2月21日指定 民俗知識）
- 吉野林業用具と林産加工用具（2007年3月7日指定 生産、生業）

和歌山県
- 名つけ帳・黒箱（1956年4月26日指定 人の一生）

### 中国
鳥取県
- 倉吉の鋳物師（斎江家）用具及び製品（1985年4月19日指定 生産、生業）

島根県
- トモド（1955年2月3日指定 交通・運輸）
- 諸手船（1955年2月3日指定 信仰）
- たたら製鉄用具（1959年5月6日指定 生産、生業）
- 美保神社奉納鳴物（1960年6月9日指定 信仰）
- そりこ（1963年5月15日指定 交通・運輸）
- 東比田の山村生産用具（1963年5月15日指定 生産、生業）
- 菅谷たたら山内（1967年11月11日指定 生産、生業）
- 奥飯石および周辺地域の積雪期用具（1968年5月31日指定 衣食住）
- 波佐の山村生産用具（1971年12月15日指定 生産、生業）
- 隠岐島後の生産用具（1974年11月19日指定 生産、生業）

岡山県
- 田熊の舞台（1975年9月3日指定 民俗芸能）

広島県
- 樽床・八幡山村生活用具および民家（1959年5月6日指定 衣食住）
- 芸北の染織用具および草木染めコレクション（1960年6月9日指定 生産、生業）
- 川東のはやし田用具（1963年5月15日指定 生産、生業）
- 豊松の信仰用具（1968年5月31日指定 信仰）
- 湯ノ山明神旧湯治場（1974年2月18日指定 民俗知識）
- はきものコレクション（1985年4月19日指定 衣食住）
- 江の川流域の漁撈用具（1999年12月21日指定 生産、生業）

山口県
- 江崎のまるきぶね（1957年6月3日指定 交通・運輸）
- 岸見の石風呂（1958年4月18日指定 民俗知識）
- 久賀の石風呂（1958年4月18日指定 民俗知識）
- 製塩用具（1959年5月6日指定 生産、生業）
- 蓋井島「山ノ神」の森（1960年10月11日指定 信仰）
- 赤崎神社楽桟敷（1963年10月26日指定 民俗芸能）
- 阿弥陀寺の湯屋 附 旧鉄湯釜 旧鉄湯舟残欠（1972年8月3日指定 信仰）
- 長門の捕鯨用具（1975年9月3日指定 生産、生業）
- 久賀の諸職用具（1978年8月5日指定 生産、生業）
- 周防大島東部の生産用具（1990年3月29日指定 生産、生業）
- 須佐宝泉寺･黄帝社奉納船絵馬 49点（2010年3月11日指定 信仰）宝泉寺、萩市

### 四国
徳島県

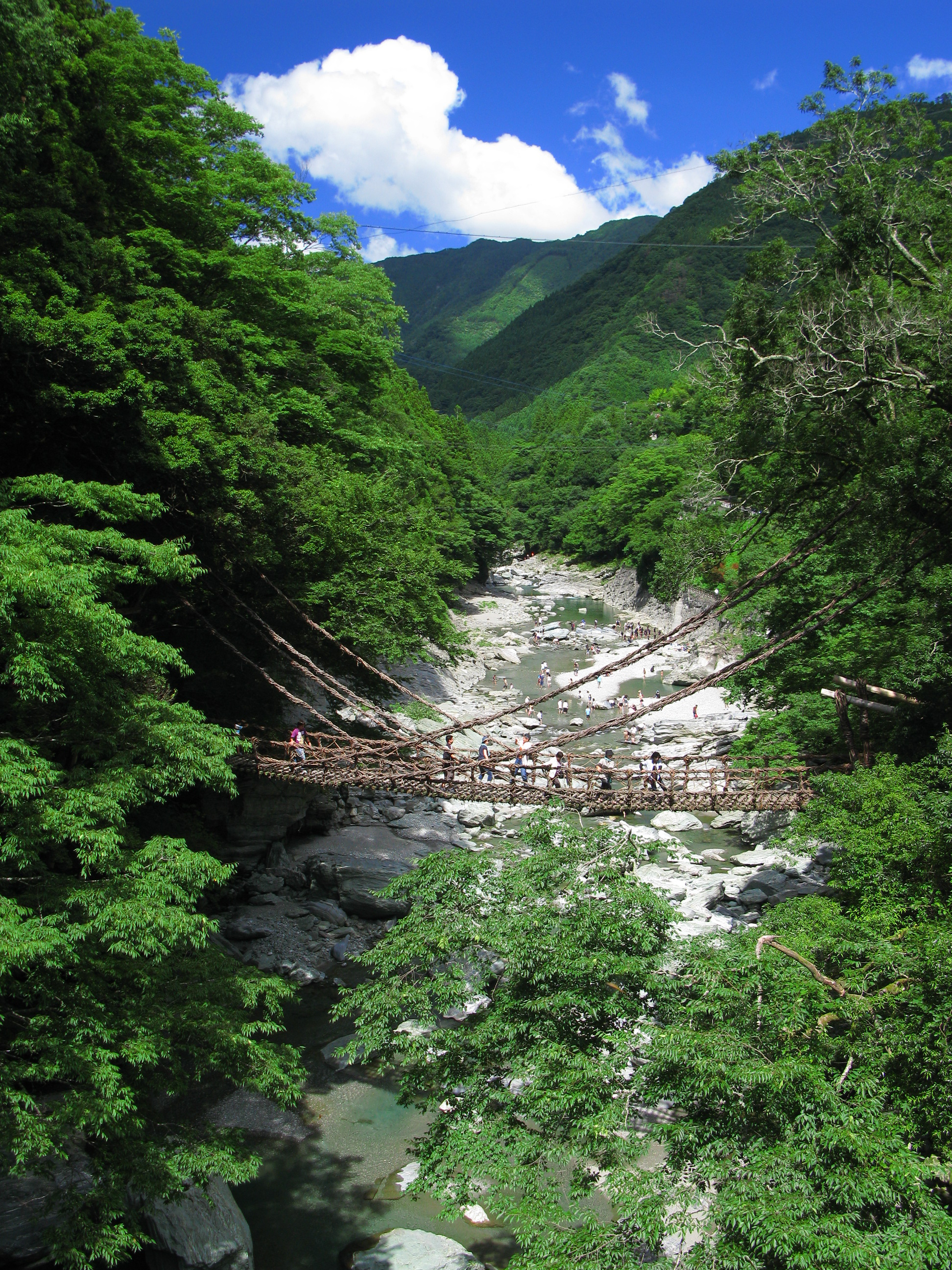
祖谷の蔓橋（徳島県）

- 祖谷の蔓橋（1955年2月3日指定 交通・運輸）
- 阿波藍栽培加工用具（1955年4月22日指定 生産、生業）
- 鳴門の製塩用具（1967年6月17日指定 生産、生業）
- 阿波の和三盆製造用具（1974年2月18日指定 生産、生業）
- 犬飼の舞台（1998年12月16日指定 民俗芸能）
- 坂州の舞台（1998年12月16日指定 民俗芸能）
- 阿波人形師（天狗屋）の製作用具及び製品 附 販売関係資料（2002年2月12日指定 生産、生業）

香川県

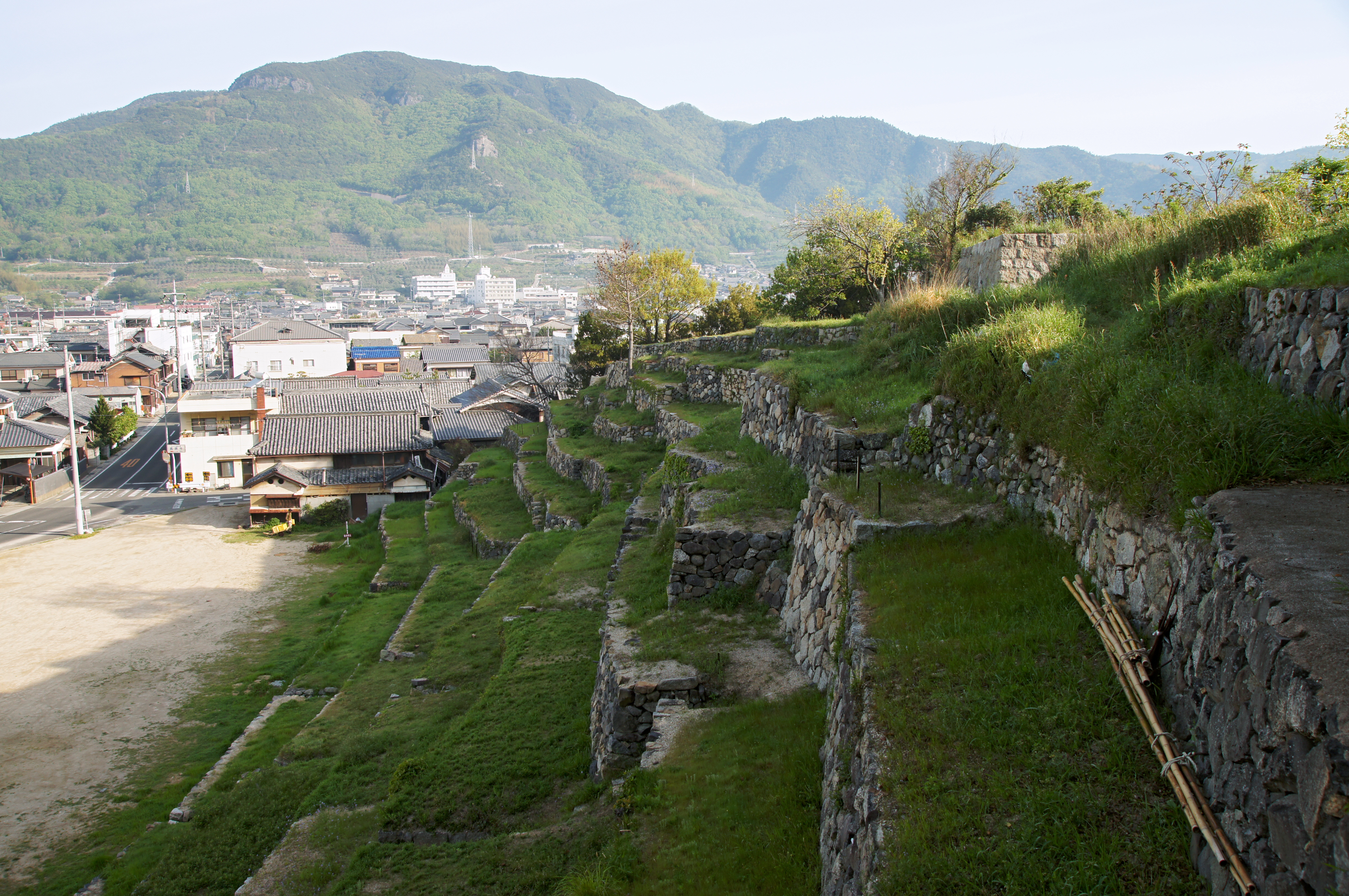
池田の桟敷（香川県）

- 肥土山の舞台（1975年9月3日指定 民俗芸能）
- 池田の桟敷（1976年8月23日指定 民俗芸能）
- 瀬戸内海及び周辺地域の漁撈用具（1977年6月14日指定 生産、生業）
- 金毘羅庶民信仰資料（1979年5月21日指定 信仰）
- 讃岐及び周辺地域の砂糖製造用具と砂糖しめ小屋・釜屋（1983年4月13日指定 生産、生業）
- 讃岐及び周辺地域の醤油醸造用具と醤油蔵・麹室（1986年3月31日指定 生産、生業）
- 中山の舞台（1987年3月3日指定 民俗芸能）
- 瀬戸内海の船図及び船大工用具（1993年4月15日指定 生産、生業）
- 牟礼・庵治の石工用具（1996年12月20日指定 生産、生業）
- 西日本の背負運搬具コレクション 310 点（2015年3月2日指定 交通・運輸）瀬戸内海歴史民俗資料館、高松市

愛媛県
- 内子及び周辺地域の製蝋用具（1991年4月19日指定 生産、生業）

高知県
- 浜田の泊屋（1957年6月3日指定 社会生活）
- 八代の舞台（1976年8月23日指定 民俗芸能）
- 高野の舞台（1977年6月14日指定 民俗芸能）
- 土佐豊永郷及び周辺地域の山村生産用具（1982年4月21日指定 生産、生業）

### 九州、沖縄
福岡県
- 傀儡子（1956年4月26日指定 民俗芸能）

佐賀県
- 有明海漁撈用具（1965年6月9日指定 生産、生業）
- 肥前佐賀の酒造用具（1988年3月17日指定 生産、生業）

長崎県
- 長崎のかくれキリシタン信仰用具（2025年3月28日指定 信仰）長崎歴史文化博物館ほか、長崎市ほか

熊本県
- 宇土の雨乞い大太鼓 29基 附 関連資料28点（2017年3月3日指定 年中行事）宇土市大太鼓収蔵館、宇土市

大分県
- 傀儡子（1956年4月26日指定 民俗芸能）
- 山香の石風呂（1965年6月9日指定 民俗知識）
- 尾崎の石風呂（1968年5月31日指定 民俗知識）
- 蒲江の漁撈用具（1994年12月13日指定 生産、生業）

宮崎県
- 東米良の狩猟用具（1957年6月3日指定 生産、生業）
- 西米良の焼畑農耕用具（1986年3月31日指定 生産、生業）
- 日向の山村生産用具（1993年4月15日指定 生産、生業）

鹿児島県
- （指定なし）

沖縄県
- （指定なし）

## 年代別指定状況

### 昭和30年 - 39年
- おしらさまコレクション（1955年2月3日指定 信仰）大阪府
- 背負運搬具コレクション（1955年2月3日指定 交通・運輸）大阪府
- 山袴コレクション 附 引解 雛形 モモヒキ 下穿 上衣 改良仕事服（1955年2月3日指定 衣食住）東京都
- トモド（1955年2月3日指定 交通・運輸）島根県
- 諸手船（1955年2月3日指定 信仰）島根県
- 祖谷の蔓橋（1955年2月3日指定 交通・運輸）徳島県
- どぶね（はなきり）附 櫓 櫂 あかとり（1955年4月22日指定 交通・運輸）新潟県
- 阿波藍栽培加工用具（1955年4月22日指定 生産、生業）徳島県
- 七夕人形コレクション（1955年4月22日指定 年中行事）長野県
- 長良川鵜飼用具（1955年4月22日指定 生産、生業）岐阜県
- 名つけ帳・黒箱（1956年4月26日指定 人の一生）和歌山県
- 傀儡子（1956年4月26日指定 民俗芸能）福岡県
- 傀儡子（1956年4月26日指定 民俗芸能）大分県
- アイヌのまるきぶね（河沼用）（1957年6月3日指定 交通・運輸）北海道
- 江崎のまるきぶね（1957年6月3日指定 交通・運輸）山口県
- 東米良の狩猟用具（1957年6月3日指定 生産、生業）宮崎県
- 浜田の泊屋（1957年6月3日指定 社会生活）高知県
- 岸見の石風呂（1958年4月18日指定 民俗知識）山口県
- 久賀の石風呂（1958年4月18日指定 民俗知識）山口県
- 大船渡のまるた（1958年4月18日指定 交通・運輸）岩手県
- アイヌの生活用具コレクション（1959年5月6日指定 衣食住）北海道
- たたら製鉄用具（1959年5月6日指定 生産、生業）島根県
- 製塩用具（1959年5月6日指定 生産、生業）山口県
- 樽床・八幡山村生活用具および民家（1959年5月6日指定 衣食住）広島県
- 丹波焼コレクション（1959年5月6日指定 衣食住）京都府
- 日立風流物（1959年5月6日指定 信仰）茨城県
- 農耕用具コレクション（1959年5月6日指定 生産、生業）長野県
- 民家（白川の合掌造）（1959年5月6日指定 衣食住）大阪府
- 民間信仰資料コレクション（1959年5月6日指定 信仰）長野県
- 芸北の染織用具および草木染めコレクション（1960年6月9日指定 生産、生業）広島県
- 高岡御車山（1960年6月9日指定 信仰）富山県
- 高山祭屋台（1960年6月9日指定 信仰）岐阜県
- 上三原田の歌舞伎舞台（1960年6月9日指定 民俗芸能）群馬県
- 上総掘りの用具（1960年6月9日指定 生産、生業）千葉県
- 播磨総社「三ツ山」ひな型（1960年6月9日指定 信仰）兵庫県
- 八郎潟漁撈用具（1960年6月9日指定 生産、生業）秋田県
- 飛騨のそりコレクション（1960年6月9日指定 交通・運輸）岐阜県
- 美保神社奉納鳴物（1960年6月9日指定 信仰）島根県
- 蓋井島「山ノ神」の森（1960年10月11日指定 信仰）山口県
- 秩父祭屋台 6基（1962年5月23日指定 信仰）埼玉県
  - 宮地屋台、上町屋台、本町屋台、中町屋台、下郷笠鉾、中近笠鉾
- 祇園祭山鉾 29基（1962年5月23日指定 信仰）京都府
  - 鶏鉾、月鉾、船鉾、鯉山、菊水鉾、長刀鉾、函谷鉾、放下鉾、芦刈山、郭巨山、岩戸山、黒主山、山伏山、浄妙山、占出山、太子山、伯牙山、八幡山、保昌山、孟宗山、木賊山、鈴鹿山、橋弁慶山、北観音山、南観音山、白楽天山、役行者山、油天神山、霰天神山
- そりこ（1963年5月15日指定 交通・運輸）島根県
- 庄内ばんどりコレクション（1963年5月15日指定 交通・運輸）山形県
- 川東のはやし田用具（1963年5月15日指定 生産、生業）広島県
- 荘川の養蚕用具（1963年5月15日指定 生産、生業）岐阜県
- 東比田の山村生産用具（1963年5月15日指定 生産、生業）島根県
- 泊のまるきぶね（1963年5月15日指定 交通・運輸）青森県
- 赤崎神社楽桟敷（1963年10月26日指定 民俗芸能）山口県
- 小河内の山村生活用具（1964年5月29日指定 生産、生業）東京都
- 庄内の木製酒器コレクション（1964年5月29日指定 衣食住）山形県
- 染屋焼コレクション（1964年5月29日指定 衣食住）長野県
- 大沼の箱形くりぶね（きっつ）（1964年5月29日指定 交通・運輸）秋田県
- 沢内のまるきぶね（1964年5月29日指定 交通・運輸）岩手県
- 津具の山樵用具および加工品（1964年5月29日指定 生産、生業）愛知県
- 田沢湖のまるきぶね（1964年5月29日指定 交通・運輸）秋田県

### 昭和40年 - 49年
- 金刀比羅神社奉納模型和船（1965年6月9日指定 信仰）新潟県
- 山香の石風呂（1965年6月9日指定 民俗知識）大分県
- 男鹿のまるきぶね（1965年6月9日指定 交通・運輸）秋田県
- 有明海漁撈用具（1965年6月9日指定 生産、生業）佐賀県
- 作業用覆面コレクション（1966年6月11日指定 衣食住）秋田県
- 山木遺跡の生産・生活用具（1966年6月11日指定 衣食住）静岡県
- 庄内の仕事着コレクション（1966年6月11日指定 衣食住）山形県
- 南部のさしこ仕事着コレクション（1966年6月11日指定 衣食住）青森県
- 元興寺庶民信仰資料（1967年6月17日指定 信仰）奈良県
- 秩父の山村生産用具（1967年6月17日指定 生産、生業）埼玉県
- 鳴門の製塩用具（1967年6月17日指定 生産、生業）徳島県
- 菅谷たたら山内（1967年11月11日指定 生産、生業）島根県
- 奥飯石および周辺地域の積雪期用具（1968年5月31日指定 衣食住）島根県
- 下谷上の舞台（1968年5月31日指定 民俗芸能）兵庫県
- 葛畑の舞台（芝居堂）（1968年5月31日指定 民俗芸能）兵庫県
- 尾崎の石風呂（1968年5月31日指定 民俗知識）大分県
- 豊松の信仰用具（1968年5月31日指定 信仰）広島県
- 赤穂の製塩用具（1969年4月12日指定 生産、生業）兵庫県
- 能登の揚浜製塩用具（1969年4月12日指定 生産、生業）石川県
- 秉燭コレクション（1969年4月12日指定 衣食住）愛知県
- 立山信仰用具（1970年3月9日指定 信仰）富山県
- 荒川神社奉納模型和船および船絵馬（1970年7月30日指定 信仰）新潟県
- 能登の漆掻きおよび加賀・能登の漆工用具（1970年7月30日指定 生産、生業）石川県
- 白山媛神社奉納船絵馬（1970年7月30日指定 信仰）新潟県
- 金沢の金箔製作用具（1971年12月15日指定 生産、生業）石川県
- 荒川水系の漁撈用具（1971年12月15日指定 生産、生業）埼玉県
- 大宝寺焼コレクション（1971年12月15日指定 衣食住）山形県
- 灘の酒造用具（1971年12月15日指定 生産、生業）兵庫県
- 波佐の山村生産用具（1971年12月15日指定 生産、生業）島根県
- 阿弥陀寺の湯屋 附 旧鉄湯釜 旧鉄湯舟残欠（1972年8月3日指定 信仰）山口県
- 庄内および周辺地のくりものコレクション 附 工具（1972年8月3日指定 衣食住）山形県
- 知多半島の漁撈用具 附 漁撈関係帳面類（1972年8月3日指定 生産、生業）愛知県
- 北陸地方の木地製作用具（1972年8月3日指定 生産、生業）石川県
- 阿波の和三盆製造用具（1974年2月18日指定 生産、生業）徳島県
- 加賀の手漉和紙の製作用具及び民家（1974年2月18日指定 生産、生業）石川県
- 三浦半島の漁撈用具（1974年2月18日指定 生産、生業）神奈川県
- 瀬戸の陶磁器の生産用具及び製品（1974年2月18日指定 生産、生業）愛知県
- 船大工用具及び磯舟 附 山出し用具 模型和船 船形絵馬（1974年2月18日指定 生産、生業）新潟県
- 東北日本の積雪期用具 附 改良形用具（1974年2月18日指定 衣食住）新潟県
- 湯ノ山明神旧湯治場（1974年2月18日指定 民俗知識）広島県
- 奉納越後上布幟（1974年2月18日指定 信仰）新潟県
- 隠岐島後の生産用具（1974年11月19日指定 生産、生業）島根県
- 下黒田の舞台（1974年11月19日指定 民俗芸能）長野県
- 加賀象嵌製作用具（1974年11月19日指定 生産、生業）石川県
- 各務の舞台（1974年11月19日指定 民俗芸能）岐阜県
- 南佐渡の漁撈用具（1974年11月19日指定 生産、生業）新潟県
- 六波羅蜜寺の庶民信仰資料（1974年11月19日指定 信仰）京都府

### 昭和50年 - 59年
- 上三河の舞台（1975年9月3日指定 民俗芸能）兵庫県
- 常滑の陶器の生産用具・製品及び登窯（1975年9月3日指定 生産、生業）愛知県
- 真桑の人形舞台（1975年9月3日指定 民俗芸能）岐阜県
- 長門の捕鯨用具（1975年9月3日指定 生産、生業）山口県
- 田熊の舞台（1975年9月3日指定 民俗芸能）岡山県
- 東秩父及び周辺地域の手漉和紙の製作用具及び製品（1975年9月3日指定 生産、生業）埼玉県
- 肥土山の舞台（1975年9月3日指定 民俗芸能）香川県
- 飛騨の山村生産用具（1975年9月3日指定 生産、生業）岐阜県
- 旧船越の舞台（1976年8月23日指定 民俗芸能）神奈川県
- 佐渡海府の紡織用具及び製品（1976年8月23日指定 生産、生業）新潟県
- 秋山郷及び周辺地域の山村生産用具（1976年8月23日指定 生産、生業）新潟県
- 庄内浜及び飛島の漁撈用具（1976年8月23日指定 生産、生業）山形県
- 大桃の舞台（1976年8月23日指定 民俗芸能）福島県
- 池田の桟敷（1976年8月23日指定 民俗芸能）香川県
- 八代の舞台（1976年8月23日指定 民俗芸能）高知県
- 桧枝岐の舞台（1976年8月23日指定 民俗芸能）福島県
- 高野の舞台（1977年6月14日指定 民俗芸能）高知県
- 瀬戸内海及び周辺地域の漁撈用具（1977年6月14日指定 生産、生業）香川県
- 白山麓の山村生産用具及び民家（1977年6月14日指定 生産、生業）石川県
- 輪島塗の製作用具及び製品（1977年6月14日指定 生産、生業）石川県
- マタギの狩猟用具（1978年8月5日指定 生産、生業）岩手県
- 久賀の諸職用具（1978年8月5日指定 生産、生業）山口県
- 白峰の出作り生活の用具（1978年8月5日指定 衣食住）石川県
- 白峰の出作り民家（山の小屋）と生活用具（1978年8月5日指定 衣食住）石川県
- 門和佐の舞台（1978年8月5日指定 民俗芸能）岐阜県
- 下谷坂本の富士塚（1979年5月21日指定 信仰）東京都
- 会津の製蝋用具及び蝋釜屋（1979年5月21日指定 生産、生業）福島県
- 金毘羅庶民信仰資料（1979年5月21日指定 信仰）香川県
- 江古田の富士塚（1979年5月21日指定 信仰）東京都
- 豊島長崎の富士塚（1979年5月21日指定 信仰）東京都
- 明方の山村生産用具（1979年5月21日指定 生産、生業）岐阜県
- 獅子頭コレクションと飛騨の獅子舞用具（1980年4月24日指定 民俗芸能）岐阜県
- 信濃及び周辺地域の灯火用具 附 版画等関係資料（1980年4月24日指定 衣食住）長野県
- 木曽呂の富士塚（1980年4月24日指定 信仰）埼玉県
- 円覚寺の奉納海上信仰資料（1981年4月22日指定 信仰）青森県
- 八葉寺奉納小型納骨塔婆及び納骨器（1981年4月22日指定 信仰）福島県
- 飛騨の山樵及び木工用具（1981年4月22日指定 生産、生業）岐阜県
- 富山の売薬用具（1981年4月22日指定 交易）富山県
- 奥会津の山村生産用具及び民家（馬宿）（1982年4月21日指定 生産、生業）福島県
- 最上川水系の漁撈用具（1982年4月21日指定 生産、生業）山形県
- 真成寺奉納産育信仰資料（1982年4月21日指定 信仰）石川県
- 土佐豊永郷及び周辺地域の山村生産用具（1982年4月21日指定 生産、生業）高知県
- 南部杜氏の酒造用具（1982年4月21日指定 生産、生業）岩手県
- 讃岐及び周辺地域の砂糖製造用具と砂糖しめ小屋・釜屋（1983年4月13日指定 生産、生業）香川県
- 津軽・南部のさしこ着物（1983年4月13日指定 衣食住）青森県
- 白山麓西谷の人生儀礼用具及び民家（1983年4月13日指定 人の一生）石川県
- 北武蔵の農具（1983年4月13日指定 生産、生業）埼玉県
- 羽村の民家（旧下田家）とその生活用具（1984年5月22日指定 衣食住）東京都
- 岩谷十八夜観音庶民信仰資料（1984年5月22日指定 信仰）山形県
- 北佐渡（海府・両津湾・加茂湖）の漁撈用具（1984年5月22日指定 生産、生業）新潟県

### 昭和60年 - 平成6年
- はきものコレクション（1985年4月19日指定 衣食住）広島県
- 伊勢湾・志摩半島・熊野灘の漁撈用具（1985年4月19日指定 生産、生業）三重県
- 倉吉の鋳物師（斎江家）用具及び製品（1985年4月19日指定 生産、生業）鳥取県
- 越後縮の紡織用具及び関連資料（1986年3月31日指定 衣食住）新潟県
- 金屋の十三塚（1986年3月31日指定 信仰）兵庫県
- 讃岐及び周辺地域の醤油醸造用具と醤油蔵・麹室（1986年3月31日指定 生産、生業）香川県
- 生駒十三峠の十三塚（1986年3月31日指定 信仰）奈良県・大阪府
- 西米良の焼畑農耕用具（1986年3月31日指定 生産、生業）宮崎県
- 沢内及び周辺地域の積雪期用具（1986年3月31日指定 衣食住）岩手県
- 宮川及び周辺地域の積雪期用具（1987年3月3日指定 衣食住）岐阜県
- 浄法寺の漆掻きと浄法寺塗の用具及び製品（1987年3月3日指定 生産、生業）岩手県
- 中山の舞台（1987年3月3日指定 民俗芸能）香川県
- 徳山の山村生産用具（1987年3月3日指定 生産、生業）岐阜県
- 能生白山神社の海上信仰資料（1987年3月3日指定 信仰）新潟県
- 房総半島の漁撈用具（1987年3月3日指定 生産、生業）千葉県
- 白山麓の積雪期用具（1988年3月17日指定 衣食住）石川県
- 肥前佐賀の酒造用具（1988年3月17日指定 生産、生業）佐賀県
- 甲州西山の焼畑農耕用具（1989年3月29日指定 生産、生業）山梨県
- 周防大島東部の生産用具（1990年3月29日指定 生産、生業）山口県
- 庄内の米作り用具（1990年3月29日指定 生産、生業）山形県
- 南部七戸見町観音堂庶民信仰資料（1990年3月29日指定 信仰）青森県
- 南部七戸小田子不動堂奉納絵馬（1990年3月29日指定 信仰）青森県
- 十津川郷の山村生産用具（1991年4月19日指定 生産、生業）奈良県
- 十日町の積雪期用具（1991年4月19日指定 衣食住）新潟県
- 内子及び周辺地域の製蝋用具（1991年4月19日指定 生産、生業）愛媛県
- 木曽塗の製作用具及び製品（1991年4月19日指定 生産、生業）長野県
- 瀬戸内海の船図及び船大工用具（1993年4月15日指定 生産、生業）香川県
- 日向の山村生産用具（1993年4月15日指定 生産、生業）宮崎県
- 八戸及び周辺地域の漁撈用具と浜小屋（1993年4月15日指定 生産、生業）青森県
- 黒石の十三塚（1993年12月13日指定 信仰）岩手県
- 大森及び周辺地域の海苔生産用具（1993年12月13日指定 生産、生業）東京都
- 蒲江の漁撈用具（1994年12月13日指定 生産、生業）大分県
- 上州の小正月ツクリモノ（1994年12月13日指定 年中行事）群馬県

### 平成7年 - 平成31年
- 奥美濃の人生儀礼用具（1995年12月26日指定 人の一生）岐阜県
- 留萌のニシン漁撈（旧佐賀家漁場）用具（1995年12月26日指定 生産、生業）北海道
- 牟礼・庵治の石工用具（1996年12月20日指定 生産、生業）香川県
- 置賜の登拝習俗用具及び行屋（1997年12月5日指定 信仰）山形県
- 上州藤原（旧雲越家）の生活用具及び民家（1997年12月15日指定 衣食住）群馬県
- 津軽海峡及び周辺地域のムダマハギ型漁船コレクション（1997年12月15日指定 交通・運輸）青森県
- 犬飼の舞台（1998年12月16日指定 民俗芸能）徳島県
- 坂州の舞台（1998年12月16日指定 民俗芸能）徳島県
- 能登内浦のドブネ（1998年12月16日指定 交通・運輸）石川県
- 江の川流域の漁撈用具（1999年12月21日指定 生産、生業）広島県
- 渡辺学園裁縫雛型コレクション（2000年12月27日指定 民俗知識）東京都
- 阿波人形師（天狗屋）の製作用具及び製品 附 販売関係資料（2002年2月12日指定 生産、生業）徳島県
- 北海道二風谷及び周辺地域のアイヌ生活用具コレクション（2002年2月12日指定 衣食住）北海道
- 会津只見の生産用具と仕事着コレクション（2003年2月20日指定 生産、生業）福島県
- 北上山地川井村の山村生産用具コレクション（2003年2月20日指定 生産、生業）岩手県
- 越後姫川谷のボッカ運搬用具コレクション（2004年2月6日指定 交通・運輸）新潟県
- 法華寺のカラブロ 附 明和三年銘棟札、井戸（2005年2月21日指定 民俗知識）奈良県
- 糸魚川木地屋の製作用具と製品コレクション 附木地屋関係文書（2006年3月15日指定 生産、生業）新潟県
- 越後奥三面の山村生産用具（2007年3月7日指定 生産、生業）新潟県
- 吉野林業用具と林産加工用具（2007年3月7日指定 生産、生業）奈良県
- 野州麻の生産用具（2008年3月13日指定 生産、生業）栃木県
- 三宅八幡神社奉納子育て祈願絵馬 124点（2009年3月11日指定 信仰）三宅八幡神社、京都市
- 沼津内浦･静浦及び周辺地域の漁撈用具 2,539点（2010年3月11日指定 生産、生業）沼津市、沼津市
- 丹後の紡織用具及び製品 732点（2010年3月11日指定 生産、生業）京都府、京都市
- 須佐宝泉寺･黄帝社奉納船絵馬 49点（2010年3月11日指定 信仰）宝泉寺、萩市
- 会津のからむし生産用具及び製品 384点（2011年3月9日指定 生産、生業）昭和村、昭和村
- 福應寺毘沙門堂奉納養蚕信仰絵馬 23,477点（2012年3月8日指定 信仰）福應寺、角田市
- 阿仁マタギの狩猟用具 293点（2013年3月12日指定 生産、生業）マタギの里観光開発株式会社ほか、北秋田市ほか
- 越前和紙の製作用具及び製品2,523 点（2014年3月10日指定 生産、生業）越前市、越前市
- 近江甲賀の前挽鋸製造用具及び製品 1,274 点（2015年3月2日指定 生産、生業）甲南ふれあいの館、甲賀市
- 西日本の背負運搬具コレクション 310 点（2015年3月2日指定 交通・運輸）瀬戸内海歴史民俗資料館、高松市
- 半田の酢醸造用具 323点（2016年3月2日指定 生産、生業）半田市立博物館、半田市
- 清瀬のうちおり 469点（2017年3月3日指定 衣食住）清瀬市郷土博物館、清瀬市
- 砺波の生活・生産用具 6,900点（2017年3月3日指定 生産、生業）砺波民具展示室・となみ散居村ミュージアム民具室、砺波市
- 宇土の雨乞い大太鼓 29基 附 関連資料28点（2017年3月3日指定 年中行事）宇土市大太鼓収蔵館、宇土市
- 伊達の蚕種製造及び養蚕・製糸関連用具 1,344点（2019年3月28日指定 生産、生業）伊達市保原歴史文化資料館・泉原養蚕用具整理室、伊達市

### 令和2年以降
- 行田の足袋製造用具及び関係資料 5,484点（2020年3月16日指定 生産、生業）行田市郷土博物館、行田市
- 志木の田子山富士塚 1基（2020年3月16日指定 信仰）宗教法人敷島神社、志木市
- 上尾の摘田・畑作用具 750点（2021年3月11日指定 生産、生業） 上尾市文化財資料室、上尾市
- 吉田口の富士山信仰用具 4,039点（2022年3月23日指定 信仰）ふじさんミュージアム、富士吉田市
- 陸前高田の漁撈用具 3,028点（2023年3月22日指定 生産、生業）陸前高田市立博物館、陸前高田市
- 佐野の天明鋳物生産用具及び製品（2024年3月21日指定 生産、生業）佐野市郷土博物館、佐野市
- 長崎のかくれキリシタン信仰用具（2025年3月28日指定 信仰）長崎歴史文化博物館ほか、長崎市ほか